# From Elvis Presley Boulevard, Memphis, Tennessee
Elvis Presley Boulevard, Memphis, Tennessee – album studyjny Elvisa Presleya, zawierający utwory, które nagrał w the Jungle Room w Graceland między 2 a 7 lutego 1976 roku i wydany w maju 1976 roku przez RCA Records.

## Lista utworów
| 1.  | „Hurt”                                                                          | 2:09  |
|     |                                                                                 |       |
| 2.  | „Never Again” (Nagrany: Graceland, Memphis, 6 lutego 1976)                      | 2:53  |
|     |                                                                                 |       |
| 3.  | „Blue Eyes Crying in the Rain” (Nagrany: Graceland, Memphis, 7 lutego 1976)     | 3:44  |
|     |                                                                                 |       |
| 4.  | „Danny Boy” (Nagrany: Graceland, Memphis, 5 lutego 1976)                        | 3:59  |
|     |                                                                                 |       |
| 5.  | „The Last Farewell” (Nagrany: Graceland, Memphis, 2 lutego 1976)                | 4:05  |
|     |                                                                                 |       |
| 6.  | „For The Heart”                                                                 | 3:24  |
|     |                                                                                 |       |
| 7.  | „Bitter They Are Harder They Fall” (Nagrany: Graceland, Memphis, 2 lutego 1976) | 3:19  |
|     |                                                                                 |       |
| 8.  | „Solitaire” (Nagrany: Graceland, Memphis, 3 lutego 1976)                        | 4:42  |
|     |                                                                                 |       |
| 9.  | „Love Coming Down” (Nagrany: Graceland, Memphis, 7 lutego 1976)                 | 3:09  |
|     |                                                                                 |       |
| 10. | „I’ll Never Fall In Love Again” (Nagrany: Graceland, Memphis, 4 lutego 1976)[1] | 3:45  |
|     |                                                                                 |       |
|     |                                                                                 | 35:09 |
|     |                                                                                 |       |